# Кевін Лайт
Кевін Лайт  (англ. Kevin Light, 16 травня 1979) - канадський веслувальник, олімпійський чемпіон.

## Виступи на Олімпіадах
| Олімпіада  | Дисципліна                     | Місце |
| ---------- | ------------------------------ | ----- |
| Афіни 2004 | вісімка розстібна зі стерновим | 5     |
| Пекін 2008 | вісімка розстібна зі стерновим | 1     |